# Eupithecia concostivexa
Eupithecia concostivexa es una especie de polilla de receinte descubrimiento perteneciente a la familia Geometridae. La especie fue descrita por primera vez por Mironov y Šumpich, habiendo sido descrita en 2022, con distribución en China. El holotipo fue descrito en la falda sudoeste del monte Erlang, en el condado de Luding, provincia de Sichuan.
Esta especie pertenece al grupo de especies proterva. Es una polilla pequeña con una envergadura de 19 milímetros (0,7 plg). El nombre "concostivexa" es un anagrama del nombre de la especie "costiconvexa".